# Bumetopia fornicata
Bumetopia fornicata är en skalbaggsart som först beskrevs av Newman 1842.  Bumetopia fornicata ingår i släktet Bumetopia och familjen långhorningar.
Artens utbredningsområde är Filippinerna. Inga underarter finns listade.